# Šipče
Šipče (cyr. Шипче) – wieś w Serbii, w okręgu raskim, w gminie Tutin. W 2011 roku liczyła 95 mieszkańców.